# 八木正
八木正（やぎ ただし、1935年2月19日 - 2009年7月7日）は、社会学者。
大阪市生まれ。東北大学文学部卒、同大学院文学研究科博士課程修了。静岡大学教養部講師、助教授、金沢大学教養部助教授、1993年に法文学部教授、名誉教授、大阪市立大学教授、1997年に広島国際大学医療福祉学部教授。2005年に退職。

## 著書
- 『社会学の理論』明玄書房 1968年
- 『現代の職業と労働』誠信書房 現代社会研究シリーズ 1972年
- 『社会学的階級論の構造』恒星社厚生閣 社会学叢書 1978年

### 共編著
- 『現代への社会学的接近』細谷昂共編 アカデミア出版会 1978年
- 『産業社会学』佐藤守弘共編著 アカデミア出版会 1987年
- 『現代社会学の視界』細谷昂共著 アカデミア出版会 1989年
- 『原発は差別で動く 反原発のもうひとつの視角』編 明石書店 1989年
- 『講座金沢学事始め』編 前田印刷出版部 1991年
- 『被差別世界と社会学』編著 明石書店 1996年